# Брексбах
Брексбах (нем. Brexbach) — река в Германии, протекает по территории горного массива Вестервальд в земле Рейнланд-Пфальц, её речной индекс — 27128. Площадь бассейна реки составляет 53,476 км², а её длина — 21,74 километра.
Впадает в Зайн с левой стороны на высоте 73 метра над уровнем моря. Крупнейшим притоком Брексбаха является Массельбах (нем. Masselbach) длиной 9,49 км. Начало реки расположено в лесу к востоку от Хёр-Гренцхаузена: им считается либо слияние ручьёв Хинтерстер-Бах (нем. Hinterster Bach) и Фордерстер-Бах (нем. Vorderster Bach), либо сам исток Хинтерстер-Баха, расположенный на высоте 451 метр над уровнем моря.